# Клуб младих писаца при Радничком универзитету Лесковац
Клуб младих писаца при Радничком универзитету у Лесковцу који је постојао од 1958. до 1973. године био је покретач књижевног стваралаштва у Лесковцу и широј околини.

## Настанак
Клуб су формирали професор књижевности Томислав Н. Цветковић који је најпре и руководио њиме и Центар за опште образовање и културу при Радничком универзитету у Лесковцу под називом "Клуб радника писаца", али је убрзо преименован у "Клуб младих писаца". Имао је своју просторију у згради Радничког универзитета (данашњој згради Дома синдиката). Чланови клуба су се окупљали једном недељно, читали своје радове и међусобно их коментарисали.

## Чланови
Чланови клуба су били:
- Стојмировић Станимир Грицко, студент;
- Станковић Станоје, економиста, председник клуба;
- Стаменковић Бранимир, ученик ТШЦ, радник "Експортекса" у Лебану;
- Живковић Љубомир;
- Миленковић Лазар Лаки, новинар, радник ФВТ "Вучје";
- Пешић Перица, ученик ТШЦ;
- Рашић Радмила Џиги, ученица ТШЦ;
- Миловановић Љиљана, ученица ТШЦ;
- Цветановић Милош, ученик ТШЦ;
- Цветковић Ђорђе, радник "Утензилије";
- Банковић Мирјана;
- Милошевић Живорад, радник;
- Стојиљковић Божидар, радник;
- Костић Миливоје Мића, радник штампарије "Напредак";
- Митровић Божидар, земљорадник из Богојевца и други.[1]

## Афирмисање
Заједно са члановима литерарне секције Гимназије "Јован Скерлић" из Владичиног Хана чланови Клуба су одржали вече поезије 20. децембра 1966. године. Наредне године чланови Клуба су гостовали у Куманову. Крајем марта 1968. године у организацији Народне библиотеке и Клуба младих писаца одржано је Књижевно вече младих писаца.
Пракса Клуба била је да на крају сваке књижевне вечери награди књигом најбољу песму или причу.

## Издаваштво
За време свог постојања Клуб је издао следеће публикације:
- Збирка чланова Клуба писаца при Радничком универзитету: Добродошлица за птице, 1966. Уредник проф. Мирослав Миловановић.
- Владимир Красић, Мајска цветања (песме), Клуб писаца при РУ, 1967.
- Борисав Здравковић, Тренуци лирике, Библиотека Радничког универзитета, књига 3, издавач Клуб писаца при РУ, 1967.
- Добросав Туровић, Максим Ђуровић, 1967.
- Добросав Туровић, Народне партизанске песме Горње Јабланице, књига 5, Клуб писаца при Радничком универзитету, 1968.
- Збирка песама Априлски жубори, 1969.
- Михаило Стевановић, Народне песме, Клуб писаца при Радничком универзитету "Коста Стаменковић", 1968, књига 8.
- Раде Јовић, Мапе, песме за децу, књига 9, 1969.
- Момчило Златановић, Стојанке, бела Врањанке, Библиотека Радничког универзитета, 1969.
- Добросав Туровић, Радован Ковачевић Максим, књига 12, 1969.
- Аристомен Ристић, Коста Стаменковић - живот и рад, Раднички универзитет, 1969.
- Станимир Стојмировић Грицко, Другарско вече мртвих, приче, 1970.
- Љуба Стојановић, Немири, књига 13, 1970.
- Божидар Митровић, Свирала уз рало, Раднички универзитет, 1973.[2]

## Престанак самосталог рада
Због осипања чланства, недостатка материјалних средстава за рад и других проблема који су се јављали и у другим локалним књижевним клубовима Клуб младих писаца се удружио са Клубом "Светислав Вуловић" и "Градским књижевним клубом" и почетком 1973. године формирали су заједнички Књижевни клуб Глубочица.